# Necisias
Las Necisias eran unas fiestas y sacrificios que los griegos celebraban en honor de los muertos.
Tenían efecto en los meses de antesterión y boedromión, en Atenas, Creta, Calcidia, etc. también se llamaban Nemesias, porque en ellas se ofrecían sacrificios a Némesis.
Los griegos y los romanos creían que las sombras salían de los infiernos para estas fiestas y que sus puertas estaban abiertas mientras duraba aquella solemnidad. Durante estos días lúgubres se suspendía el culto de las otras divinidades, se cerraban sus templos y se evitaba celebrar bodas.